# Karel Broeckaert
Karel Broeckaert (Gent, 22 mei 1767 – Aalst, 11 augustus 1826) was een Vlaams dichter, schrijver en publicist die met name bekend is door zijn volksroman Jellen en Mietje (1811), die wordt gezien als de eerste Vlaamse novelle. 
Broeckaert was vanaf 1800 werkzaam in Aalst, als griffier van het vredegerecht. Al eerder was hij in Gent actief als publicist: in 1792 en 1793, gedurende de eerste Franse tijd, gaf hij naar voorbeeld van het Parijse Le Père Duchesne (van Jacques-René Hébert) het dagblad Dagelyks Nieuws van Vader Roeland uit. Vanaf het elfde nummer kreeg dit prorevolutionaire blad de titel Dagelyks Nieuws van Klokke Roeland. Toen het herstel van het gezag van de Oostenrijkers nabij kwam, stopte hij de publicatie. Kort nadat de Franse revolutionaire troepen opnieuw waren binnengevallen en de Franse tijd in België een feit was geworden, begon hij met de publicatie van De sysse-panne ofte den estaminé der ouderlingen. Dit satirische tijdschrift verscheen tussen 1795 en 1798, tweemaal per week. Het was sterk politiek georiënteerd en bevatte onder meer regelmatige dialogen tussen een aantal vaste fictieve personages met verschillende politieke overtuigingen: Gysken, die in het dialect converseert en wiens zoon Tobias onder jakobijnse invloed geraakt, de radicale jakobijn Deugdelyk Herte en Bitterman, een republikein. Broeckaerts schrijfstijl is humoristisch en levendig. Het tijdschrift heeft een republikeinse maar gematigde signatuur en bevat verwijzingen naar zowel Franse als Engelse filosofen. 
In 1799 en 1800 blies Broeckaert het tijdschrift enige tijd opnieuw leven in, maar nu onder de titel Briefwisseling tusschen Vader Gys en verscheyde andere geleerde Persoonen van zynen tyd. In 1800 werd hij in Aalst aangesteld als griffier. Hij werd lid van de plaatselijke rederijkerskamer, waarvan hij later toneelmeester werd. In die jaren nam hij meermaals deel aan dichtwedstrijden, maar zonder veel succes. Hij schreef onder andere een aantal vaderlandse gedichten. In 1808 werd Over den laster in Brugge weliswaar bekroond, maar dit had meer van doen met zijn positie dan met de kwaliteit van zijn dichtwerk. In 1807 organiseerde Broeckaert samen met J.B.F. Hoffmans de dichtwedstrijd over de Belgen.
Veel meer dan vanwege zijn tamelijk matig beoordeelde dichtwerk, geniet Broeckaerts bekendheid door zijn proza. Hij schreef een aantal bijdragen voor almanakken, waaronder Het avondpartijtjen en Meester Nayer. Bekender is Jellen en Mietje, dat in 1815 en 1816 in Den Nieuwen Dobbelen Schaepers-Almanach verscheen. Hoewel het einde van deze Gentse zedenschets niet door de Franse censuur kwam werd het verhaal bijzonder populair. Het verscheen verschillende malen in herdruk en wordt gezien als de eerste Vlaamse novelle.